# Lophozia attenuata
Lophozia attenuata là một loài Rêu trong họ Jungermanniaceae. Loài này được (Nees) Dumort. mô tả khoa học đầu tiên năm 1835.